# Trogulus pyrenaicus
Espèce
Trogulus pyrenaicus est une espèce d'opilions dyspnois de la famille des Trogulidae.

## Distribution
Cette espèce est endémique des Pyrénées. Elle se rencontre en Espagne en Aragon et en France en Occitanie.

## Description
Le mâle holotype mesure 8,95 mm et les femelles de 9,5 à 10,45 mm.

## Systématique et taxinomie
Cette espèce a été décrite par Schonhöfer et Martens en 2008.

## Étymologie
Son nom d'espèce lui a été donné en référence au lieu de sa découverte, les Pyrénées.

## Publication originale
- Schonhöfer & Martens, 2008 : « Revision of the genus Trogulus Latreille: the Trogulus coriziformis species-group of the western Mediterranean (Opiliones: Trogulidae). » Invertebrate Systematics, vol. 22, p. 523–554.